# Hagbard
Hagbard (Vieux norrois Hagbarðr), le frère de Haki et le fils d'Hamund, était un célèbre roi des mers scandinave dans la mythologie nordique. Il est mentionné dans le Skáldskaparmál, la saga des Ynglingar, la Völsunga saga et la Geste des Danois (Gesta Danorum). Les liens de ces héros avec d'autres personnages légendaires placent ces événements au Ve siècle.
Hagbard est resté bien connu jusqu'à nos jours dans la légende de Hagbard et Signy. Cette célèbre légende raconte que Hagbard est tombé amoureux de Signý, la fille du roi Sigar, le neveu du roi Siggeir (de la Völsunga saga), une histoire d'amour qui s'est terminée par leur mort, quand Sigar voulut que Hagbard soit pendu. Cette légende est racontée de la façon la plus complète dans la Gesta Danorum (livre 7).

Cependant, la plupart des légendes sur Hagbard sont probablement perdues. Dans la Völsunga saga, Gudrun et Brynhild ont une discussion sur "les plus grands des hommes", en référence à une légende aujourd'hui perdue, où Hagbard est mentionné avec les fils de Hake, qui n'ont pas encore vengé leurs sœurs en tuant le mauvais Sigar (la querelle avec Sigar continue toujours et Hagbard n'est pas encore pendu) :

« "Good talk," says Gudrun, "let us do even so ; what kings deemest thou to have been the first of all men ?" Brynhild says, "The sons of Haki, and Hagbard withal ; they brought to pass many a deed of fame in the warfare." Gudrun answers, "Great men certes, and of noble fame ! Yet Sigar took their one sister, and burned the other, house and all ; and they may be called slow to revenge the deed ; why didst thou not name my brethren who are held to be the first of men as at this time ?" »

Snorri Sturluson a écrit dans la Saga des Ynglingar que Hagbard pillait parfois avec son frère Haki. Concernant les aventures et la mort du roi suédois Jörund (que Snorri fait un successeur de Hake), il cite le poème Háleygjatal, d'un scalde norvégien nommé Eyvindr skáldaspillir, contenant le kenning du coursier de Sigar se référant à la légende de Hagbard et Signy. 
Le même kenning apparaît avec le nom de Hagbard, dans une strophe de Ynglingatal, que Snorri cite aussi dans la même section.